# Арджент
„Арджент“ (на английски: Argent) е английска прогресив рок група от 1970-те години.
Най-известна е с хита Hold Your Head Up от 1972 г.

## Дискография
- 1970 – Argent
- 1971 – Ring Of Hands
- 1972 – All Together Now
- 1973 – In Deep
- 1974 – Nexus
- 1974 – Encore: Live in Concert
- 1975 – Circus
- 1975 – Counterpoints
- 1976 – The Best Of Argent – An Anthology (компилация)
- 1978 – Hold Your Head Up (компилация)
- 1991 – Music From The Spheres (компилация)
- 1995 – BBC Radio 1 In Concert (Live)
- 1997 – The Complete BBC Sessions (Live)